# Johann Peter Wilckens
Johann Peter Wilckens (* 21. September 1776 in Reihen; † 25. Juni 1857 in Heidelberg) war seit 1808 im badischen Staatsdienst und wurde 1829 vorzeitig in den Ruhestand versetzt.

## Familie
Wilckens wurde geboren als Sohn des Wilhelm Ludwig Wilckens (* 1732 in Neckargemünd; † 2. März 1808 in Reihen) und der Elisabeth Katharina geborene Gelan († 1825). Sein Vater war Pfarrer in Reihen, und seine Mutter war die Tochter des reformierten Pfarrers Gelan in Hundsbach. Johann Peter Wilckens heiratete Julie Theresia geborene Syre (* 24. Juni 1783; † vor 1857), Tochter des Johann Heinrich Syre zu Miltenberg. Aus Wilckens Ehe gingen fünf Kinder hervor: August Karl Heinrich (* 26. März 1808; † 5. März 1890); Emilie (* 25. Juni 1810; † 1874); Carl Friedrich Georg (* 9. August 1813; † 22. Oktober 1813); Hermann (* 24. Juni 1817); Christian August Friedrich (* 11. Juli 1820 in Eppingen; † 25. Januar 1906).

## Leben
Johann Peter Wilckens studierte Rechtswissenschaften an der Universität Heidelberg und wurde 1803 Dikasterial-Advokat in Miltenberg. Danach ab 1806 Rat beim fürstlich-leiningenschen reformierten Kirchenratskollegium in Mosbach. 1808 wurde er Amtmann in Heidelberg und danach bis 1813 Amtmann in Gochsheim beim aufgelösten Oberamt Gochsheim und beim neuen Amt Eppingen, das erst 1814 nach Eppingen verlegt wurde. Zum 19. März 1824 wurde er Polizei-Oberamtmann beim Bezirksamt Mannheim.
Ab 1. Juni 1829 wurde er vorzeitig in den Ruhestand versetzt, auf Grund „mangelnder Geschäftsführung“. Seine Gesuche um Wiedereinstellung werden abgelehnt, und er lebte bis zu seinem Tode in Mannheim und Karlsruhe.